# Angin Barat
Angin Barat is een bestuurslaag in het regentschap Mandailing Natal van de provincie Noord-Sumatra, Indonesië. Angin Barat telt 558 inwoners (volkstelling 2010).